# Villa General Mitre
Villa Gral. Mitre é um dos bairros de Cidade Autônoma de Buenos Aires. Tem uma população de 36 mil habitantes e 2,2 km² de área.
Está localizado entre a as avenidas Álvarez Jonte, San Martín, Av. Juan B. Justo, Tte. Gral. Donato Álvarez, Av. Gaona e Condarco.
Tem limites com os bairros de Villa Crespo e La Paternal ao Norte, Caballito a Leste, Flores ao Sul, e Villa Santa Rita e Villa del Parque a Oeste.
É onde se localiza o estádio da Asociación Atlética Argentinos Juniors.

## História
Seu nome é uma homenagem ao presidente argentino Bartolomeu Mitre. As terras no limite com o bairro de Caballito pertenciam a Don Francisco Ruiz de Gaona (1713-1813), comerciante e servidor público local. O lugar era conhecido como  o "Estanco de Gaona". As terras próximas ao arroio Maldonado pertenciam a Nepomuceno Márquez e Ventura Martínez. Dia 6 de novembro de 1908 nasce a Villa General Mitre, com a criação da liga de melhorias do bairro, futuro Clube Villa General Mitre. No princípio, era formado por grandes propriedades ou quintas de verduras, plantações de alfafa e fornos ou olarias, onde se fabricavam tijolos. A população era composta de imigrantes italianos e espanhóis. población estaba integrada por inmigrantes italianos y españoles. Havia uma mansão colonial pertencente à família Dounone.
Em 1901, chega à região a Madre Francisca Javier Cabrini, com a intenção de fundar uma escola. Em 1910, por ocasião do Centenário da Revolução de Maio (1810), em que se proclamou a independência da Argentina, recebeu a visita da infanta Isabel, filha da rainha Isabel II e herdeira do trono espanhol.
Em tempos remotos, Villa Mitre fazia parte do bairros Flores e Santa Rita e há quem a confunda com La Paternal. O certo é que  Villa Mitre é tão percorrida quanto pouco conhecida por seu nome, só respeitado, mesmo, nos registros oficiais do município.
Entre os anos 30 e 50, o bairro recebeu grande quantidade de imigrantes do mundo inteiro: galegos, italianos, judeus, bascos, árabes, ciganos, íos, vascos, árabes, gitanos, que trabalharam incansavelmente para construir  o futuro, convertendo Villa Mitre num bairro pujante, onde foram abertos todos os tipos de negócios e instaladas indústrias.
- Arroyo Maldonado: "O arrio Maldonado era um dos limites naturais da cidade antes que a ela fossem incorporadas os núcleos urbanos de Belgrano e Flores. Deve seu nome a lenda da "Maldonado", uma mulher que teria chegado à Argentina ainda quando do descobrimento, em 1536, junto com Pedro de Mendoza, fundador da cidade de Buenos Aires. Teria sido abandonada à própria sorte nas planícies às margens do arroio. Este acabou se convertendo num depósito de lixo e outros materiais. Quando chovia, o local, desaguadouro natural da maioria dos terrenos circundantes, se transformava numa enorme lagoa ou pântano de água suja. Ficou conhecido por isto e, pelo mesmo motivo, eram temidos os seus transbordes, o que acabava desvalorizando os terrenos vizinhos. As autoridades decidiram, então, canalizar o arroio, de modo a solucionar,  definitivamente, os inúmeros problemas que seu curso causava numa cidade que se alastrava, cada vez mais, 'terra a dentro'. As escavações iniciaram, em 1929. Logo depois desta importante obra, que deu emprego a centenas de trabalhadores e teve de faze uso de máquinas trazidas do exterior, se empreendeu a segunda etapa: um verdadeiro exercício de engenharia que consistia em levantar as colunas que iriam sustentar uma laje maciça.Projetado pelo serviço de Obras Sanitárias da Nação, como parte de um amplo plano de escoamento das águas das chuvas da metrópole, foi o maior empreendimento nacional da época. Assim que se canalizou o arroio, se construiu sobre ele uma grande via - primeiro de chão batido - e, em 1936, abriu-se a atual avenida Juan B. Justo, uma das maiores da cidade. Sob ela, corre, canalizado, o arroio, cruzando, em seu trajeto, os bairros de Liniers, Villa Luro, Velez Sarsfield, Santa Rita, Villa General Mitre, Villa Crespo e Palermo." -  Informações obtidas a partir dos cartazes criados pelo programa  "Patrimônio dos Bairros: Sem Futuro, sem Passado", desenvolvido pela Direção-Geral de Património, em 2004. Trechos do livro: "História e lenda do fluxo de Maldonado" Journal of Buenos Aires XXXVIII. Diego A. Del Pino. Setembro 1971 -.

## Instituições e lugares típicos
- Clube Trabalho e Ciência (Cesar Diaz e Artigas)
- Liga de Fomento Villa General Mitre (Gavilán e J.B.Justo )
- Praça Saenz Peña (J.B.Justo y Boyacá)
- Praça Nossa Senhora da Assunção (Gaona e Gavilán)
- Colégio Claret (Avenida Donato Álvarez e Av. San Martin)
- Monumento a Norberto "Pappo" Napolitano (Andrés Lamas e J.B.Justo)
- Escola Nª4 D.E. 12 Provincia de La Pampa (Caracas e Gaona)

- Apesar de ser conhecido como do bairro La Paternal, o Estádio Diego Armando Maradona da Asociación Atlética Argentinos Juniors fica dentro dos limites da Villa General Mitre.

- Avenida Gaona: assim teria sido denominada,  por Don Pablo Ruiz de Gaona, dono de uma enorme chácara conhecida como "el Estanco de Gaona", que tinha dezesseis quadras de extensão, um pomar com 33 mil pessegueiros e até uma capela própria.Outra versão garante que recebeu este nome por causa do militar saltenho (da Província de Salta)Eduardo Gaona, figura de destaque da Revolução de Maio (Independência Argentina). É um dos limites do bairro.

- Avenida Donato Alvarez: é outra das importantes vias do bairro. Antigamente se chamou de avenida "das Tropas" ou "Bella Vista", já que se configurava em rota obrigatória para se ir  dos quartéis do general Rosas, em Palermo, até outros locais, à Sudoeste.

- Rua Gavilán:, a mais extensa do bairro. A Avenida Juan B. Justo tem um desenho muito tortuoso nesta zona devido à canalização do arroio Maldonado.

- Avenida San Martín: chamada originalmente de "Caminho de San Martín". É um dos limites do bairro e cruza o arroio Maldonado. Já aparecia nos mapas de 1888.

- Avenida Juan B. Justo: Em 1929, canaliza-se o arroio Maldonado.Sobre seu leito, é inaugurada, em 1937, a avenida Juan B. Justo. Recebeu este nome em homenagem ao médico e político fundador do jornal "A Vanguarda"/"La Vanguardia" (1894).